# Lichk
Pour l’article homonyme, voir Lichk (Syunik).
Lichk (en arménien Լիճք « lac » ; anciennement Gyol) est une communauté rurale du marz de Gegharkunik, en Arménie. Fondée en 1830, elle compte 5 350 habitants en 2008.